# Unfinished Business (album de R. Kelly et Jay-Z)
Pour les articles homonymes, voir Unfinished Business.
Albums de R. Kelly & Jay-Z
The Best of Both Worlds
(2002)
Discographie de Jay-Z
S.Carter : The Re-Mix
(2004) Collision Course
(2004)
Discographie de R. Kelly
Happy People/U Saved Me
(2004) TP.3 Reloaded
(2005)
Singles
1. Big Chips
Sortie : 19 octobre 2004
2. Don't Let Me Die
Sortie : 2004

Unfinished Business est un album studio de R. Kelly et Jay-Z, sorti en 2004. Il s'agit du second opus issu de la collaboration entre les deux artistes, après The Best of Both Worlds sorti en 2002. Cet album est d'ailleurs principalement constitué de titres non utilisés pour le premier album. Comme pour le précédent l'album est distribué et financé par les maisons de disque des deux artistes. Jive Records/Zomba Label Group pour R. Kelly et Roc-A-Fella/The Island Def Jam Music Group pour Jay-Z.
L'album débute directement 1er du Billboard 200 et s'écoule à 215 000 dès la première semaine aux États-Unis, soit 70 000 de moins que leur premier opus. En décembre 2004, il a cependant été certifié disque de platine par la RIAA. Malgré le succès commercial, les critiques ont reproché aux deux artistes notamment la qualité des paroles.

## Liste des titres
| No  | Titre                                                     | Producteurs                                        | Durée |
| --- | --------------------------------------------------------- | -------------------------------------------------- | ----- |
| 1.  | The Return                                                | Tone, Alexander « Spanador » Mosley (co)           | 3:53  |
| 2.  | Big Chips                                                 | Poke and Tone, Alexander « Spanador » Mosley (co)  | 4:43  |
| 3.  | We Got 'Em Goin' (featuring Memphis Bleek)                | Tone, R. Kelly                                     | 4:00  |
| 4.  | She's Coming Home with Me                                 | Poke and Tone, Alexander « Spanador » Mosley (co)  | 3:49  |
| 5.  | Feelin' You in Stereo                                     | R. Kelly                                           | 3:42  |
| 6.  | Stop (featuring Foxy Brown)                               | Tone                                               | 4:22  |
| 7.  | Mo' Money (featuring Twista)                              | Tone                                               | 4:08  |
| 8.  | Pretty Girls                                              | Tone, R. Kelly                                     | 3:34  |
| 9.  | Break Up (That's All We Do)                               | Tone                                               | 4:31  |
| 10. | Don't Let Me Die                                          | Tone, R. Kelly, Alexander « Spanador » Mosley (co) | 4:51  |
| 11. | The Return (remix) (featuring Slick Rick & Doug E. Fresh) | Tone, Alexander « Spanador » Mosley (co)           | 2:58  |

## Classements
| Classement / pays (2004) | Meilleure position |
| ------------------------ | ------------------ |
| Pays-Bas Top 100         | 60                 |
| France Top 150           | 68                 |
| Suisse Top 100           | 65                 |
| UK Albums Chart Top 75   | 61                 |
| Billboard 200            | 1                  |

Singles
| Année | Titre              | Classements / positions | Classements / positions | Classements / positions | Classements / positions |
| Année | Titre              | Billboard Hot 100       | Hot R&B/Hip-Hop Songs   | Hot Rap Singles         |                         |
| 2004  | "Big Chips"        | 39                      | 17                      | 14                      |                         |
| 2004  | "Don't Let Me Die" | -                       | -                       | -                       |                         |

## Tournée américaine

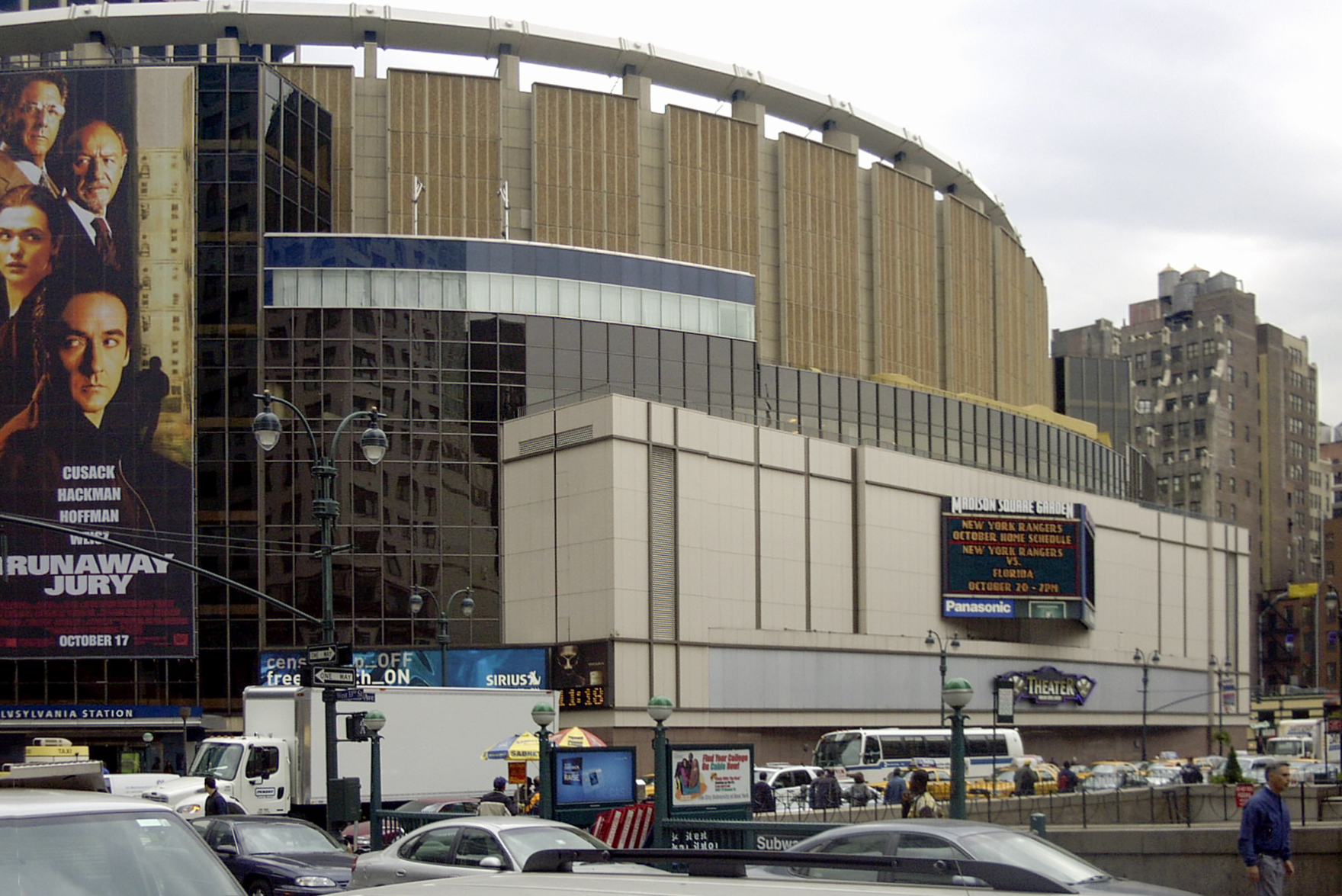
Extérieur du Madison Square Garden, où ils ont terminé leur tournée le 29 octobre 2004

| Date              | Ville                          | Salle                             |
| ----------------- | ------------------------------ | --------------------------------- |
| 29 septembre 2004 | Rosemont, Illinois             | Allstate Arena                    |
| 30 septembre 2004 | Rosemont, Illinois             | Allstate Arena                    |
| 1er octobre 2004  | Cincinnati, Ohio               | U.S. Bank Arena                   |
| 2 octobre 2004    | Columbus, Ohio                 | Value City Arena                  |
| 3 octobre 2004    | Cleveland, Ohio                | CSU Convocation Center            |
| 5 octobre 2004    | Buffalo, New York              | HSBC Arena                        |
| 7 octobre 2004    | Washington D.C.,               | MCI Center                        |
| 8 octobre 2004    | Baltimore, Maryland            | 1st Mariner Arena                 |
| 9 octobre 2004    | Greensboro, Caroline du Nord   | Greensboro Coliseum               |
| 10 octobre 2004   | Nashville, Tennessee           | Gaylord Entertainment Center      |
| 13 octobre 2004   | Dallas, Texas                  | American Airlines Center          |
| 14 octobre 2004   | La Nouvelle-Orléans, Louisiane | New Orleans Arena                 |
| 15 octobre 2004   | Houston, Texas                 | Toyota Center                     |
| 16 octobre 2004   | Oklahoma City, Oklahoma        | Ford Center                       |
| 17 octobre 2004   | Memphis, Tennessee             | FedExForum                        |
| 19 octobre 2004   | Minneapolis, Minnesota         | Target Center                     |
| 21 octobre 2004   | North Little Rock, Arkansas    | Alltel Arena                      |
| 22 octobre 2004   | Birmingham, Alabama            | Birmingham-Jefferson Arena        |
| 23 octobre 2004   | Saint-Louis, Missouri          | Savvis Center                     |
| 24 octobre 2004   | Milwaukee, Wisconsin           | Bradley Center                    |
| 26 octobre 2004   | Hartford, Connecticut          | Hartford Civic Center             |
| 28 octobre 2004   | Uniondale, New York            | Nassau Veterans Memorial Coliseum |
| 29 octobre 2004   | New York City, New York        | Madison Square Garden             |